# Frazione massica
La frazione di massa è uno dei diversi modi con i quali si può esprimere la concentrazione di una specie chimica all'interno di una miscela. È definita come il rapporto tra la massa della specie chimica in questione e la massa totale della miscela.

## Descrizione
Nel caso di una soluzione binaria (cioè costituita da due componenti), essa indica la massa di soluto per massa di soluzione, ed è rappresentata da un numero tra 0 (in assenza di soluto, se la percentuale in peso è riferita al soluto) e 1 (in assenza di solvente).
Conoscendo le masse del soluto e del solvente, possiamo determinare la frazione in massa dalla seguente relazione:
{\displaystyle w_{soluto}={\frac {m_{soluto}}{m_{soluto}+m_{solvente}}}}
dove:
- {\displaystyle w_{soluto}} è la frazione di massa del soluto nella soluzione, ed è una quantità adimensionale.
- {\displaystyle m_{soluto}} è la massa in grammi del soluto (in grammi)
- {\displaystyle m_{solvente}} è la massa in grammi del solvente (in grammi).

In molti casi non si conosce la massa di soluto in grammi, bensì in moli. Per ottenere la massa in grammi possiamo sfruttare la seguente equazione:
{\displaystyle m_{soluto}=n_{soluto}\cdot M_{soluto}}
dove:
- {\displaystyle n_{soluto}} è la quantità del soluto presente in soluzione
- {\displaystyle M_{soluto}} è la massa molecolare del soluto.

Ad esempio in una soluzione zuccherina in acqua di 200 mol/m3 di zucchero, possiamo affermare che la frazione di massa dello zucchero sarà la massa dello zucchero stesso (200mol x Mzucchero) diviso la massa totale (che è 200mol x Mzucchero + 1kg).
La percentuale in massa (indicata con  p% o p/p%) è pari alla frazione di massa in percentuale, cioè è un numero compreso tra 0 (in assenza di soluto, se la frazione ponderale è riferita al soluto) e 100 (in assenza di solvente), anch'esso adimensionale.

## Grandezze correlate
- Composizione chimica
- Concentrazione
- Salinità
- Frazione molare
- Percentuale in volume